# Carlopoli
Carlopoli là một đô thị comune thuộc tỉnh Catanzaro trong vùng Calabria của nước Ý. Đô thị này có diện tích 16 km2, dân số là 1681 người.